# Пантократор (Света гора)
„Христос Пантократор“ (на гръцки: Μονή Παντοκράτορος, катаревуса: Μονή Παντοκράτωρ) е най-северният манастир в Света гора, посветен на Христос Вседържител. Разположен е на североизточната страна на полуострова в Северна Гърция. Той е седми в йерархията на светогорските манастири.

## История
Манастирът се намира в близост до манастира Ставроникита. „Пантократор“ е основан около 1363 година от стратопедарха Алексий и примикюра Йоан. Техният манастир е построен върху руините на по-стар манастир, плячкосан от пирати през годините на латинската окупация, след превземането на Константинопол от латинците през 1204 година. Главната църква, разположена във вътрешността на манастира, датираща от XIV век, е посветена на Преображението Господне. Поради липса на място, църквата е сравнително малка. Тя е в атонски стил и е изографисана от майстори от Македонската зографска школа. Стенописите са възстановени през 1854 година от зографа Матеос Йоану от Негуш. Трапезарията е построена през 1841 година. Манастирът има осем параклиса във вътрешното пространство, оградено от стените и други седем в околностите, заедно с множество отшелнически колиби. През 1773 година, вследствие на пожар, на манастира са нанесени сериозни щети. Друг сериозен пожар избухва през 1948 година, като по-късно манастирът е възстановен.
| Име     | Име      | Ново име | Ново име | Описание |
| ------- | -------- | -------- | -------- | -------- |
| Грерара | Γκρεράρα | Врахаки  | Βραχώνι  |          |
| Скрибас | Σκρίμπας | Рема     | Ρέμα     |          |

## Скит
На около 25 минути път пеша от Пантократор се намира подчиненият на манастира монашески скит „Свети Пророк Илия“.

## Ценности и реликви
Библиотеката на манастира пази 350 сборника със старинни ръкописи, литургически свитъци и 3500 печатни книги. Няколко сборника с ръкописи са откраднати в близките години. Сред църковните одежди, предмети за църковни служби и реликви, манастирът съхранява уникална икона на Света Богородица Геронтиса и част от щита на Свети Меркурий.